# Спринг Хил (Индијана)
Спринг Хил (енгл. Spring Hill) град је у америчкој савезној држави Индијана.

## Демографија
По попису из 2010. године број становника је 98, што је 1 (1,0%) становника више него 2000. године.
| Група             | 2000.      | 2010.      |
| Белци             | 92 (94,8%) | 77 (78,6%) |
| Афроамериканци    | 5 (5,2%)   | 17 (17,3%) |
| Азијати           | 0 (0,0%)   | 0 (0,0%)   |
| Хиспаноамериканци | 0 (0,0%)   | 0 (0,0%)   |
| Укупно            | 97         | 98         |